# 洛克人 向星星許願
《洛克人 向星星許願》是1993年由葦Production製作的洛克人OVA作品，由海外宣傳協會為了推廣日本文化而製作。2002年9月20日由卡普空發售DVD-Video共三集，依序是《APPEARANCE IN JAPAN》、《向星星許願》、《未來危險了》（未来が危ない）。